# بيس مانيون
بيس مانيون (بالإنجليزية: Pace Mannion)‏ مواليد 22 سبتمبر 1960 في سالت ليك، هو لاعب كرة سلة أمريكي سابق. بدأ مسيرته الاحترافية في سنة 1983. تم اختياره من قبل فريق غولدن ستايت ووريورز خلال الدرافت. يبلغ طوله 6 قدم 7 بوصة (2.0 م). اعتزل اللعب في 1989. أحرز خلال مسيرته في الإن بي إيه 660 نقطة بمعدل 3.1 نقاط في المباراة الواحدة.

## المسيرة الاحترافية
لعب مع غولدن ستايت ووريورز في موسم 1983–1984، ثم لعب مع يوتا جاز من سنة 1984 إلى 1986، ثم لعب مع بروكلين نتس في موسم 1986–1987، ثم لعب مع ميلووكي باكز في موسم 1987–1988، ثم لعب مع ديترويت بيستونز في سنة 1989، ثم لعب مع أتلانتا هوكس في سنة 1989.

## روابط خارجية
- بيس مانيون على موقع إن بي أي (الإنجليزية)
- بيس مانيون على موقع سبورتس رفرنس (الإنجليزية)
- بيس مانيون على موقع كرة السلة الأوروبية.كوم (الإنجليزية)
- بيس مانيون على موقع كلية كرة السلة في سبورتس رفرنس.كوم (الإنجليزية)
- بيس مانيون على موقع ريلجم (الإنجليزية)
- بيس مانيون على موقع بروبوليرز (الإنجليزية)
- بيس مانيون على موقع سبورتس رفرنس (الإنجليزية)